# Rolf-Dieter Müller
Rolf-Dieter Müller (Braunschweig, 9 dicembre 1949) è uno storico e politologo tedesco, specializzato nella storia militare delle due guerre mondiali.

## Biografia
Dal 1971 ha collaborato alla collana in 13 volumi Germany and the Second World War come membro del Militärgeschichtliches Forschungsamt (MGFA), l'ufficio di ricerche storico-militari nato nel '52 all'interno della Bundeswehr di Potsdam, del quale nel '99 viene nominato direttore scientifico. Nel 1981 ha conseguito il dottorato all'Università di Magonza con una disseetazione intitolata Das Tor zur Weltmacht. Die Bedeutung der Sowjetunion für die deutsche Wirtschafts- und Rüstungspolitik zwischen den Weltkriegen (L'ascesa al potere mondiale. L'importanza dell'Unione Sovietica per l'economia tedesca e la politica di difesa tra le due guerre mondiali).
Müller è noto per essere stato il primo storico ad aver reso pubblica la vicenda dei bombardamenti con armi chimiche durante la Guerra del Rif. Il libro intitolato Giftgas Gegen Abd El Krim: Deutschland, Spanien und der Gaskrieg in Spanisch-Marokko, 1922-1927, pubblicato nel '90 insieme al giornalista tedesco Rudibert Kunz, diede luogo alle più approfondite ricerche di María Rosa de Madariaga negli archivi spagnoli. Fu documentato l'impiego di iprite, fosgene e cloropicrina contro la resistenza rifena. A fronte di un numero difficilmente stimabile di morti e feriti, fra i quali donne e bambini, nel 2005 il partito Sinistra Repubblicana di Catalogna presentò alla Camera dei Deputati spagnola una proposta di legge che riconosceva le responsabilità dello Stato spagnolo e stabiliva il principio della riparazione dei danni di guerra. L'iniziativa fu ripresa al Senato dal movimento Entesa Catalana de Progrés (GPECP) ce propose un emendamento per estendere il beneficio alle vittime di violenze o persecuzioni.
Due anni dopo aver discusso nel 1999 una tesi post-dottorato all'Università di Münster intitolata Albert Speer und die deutsche Rüstungspolitik im totalen Krieg (Albert Speer, la politica di difesa tedesca durante la Guerra totale), è divenuto professore onorario di storia militare all'Università Humboldt di Berlino.